# Feralpisalò
Feralpisalò foi um clube de futebol italiano, sediado em Salò, na região da Lombardia, e que também representava a cidade de Lonato del Garda.

## História
Foi fundado em 2009, como resultado da fusão entre Associazione Calcio Salò (fundado em 1985) e Associazione Calcio Feralpi Lonato (fundado em 1980). Em 12 de agosto do mesmo ano, foi inscrito na antiga Lega Pro Seconda Divisione no lugar da Pistoiese, que teve sua inscrição negada.. Conquistou o inédito acesso à Série B ao vencer o Grupo A da Série C de 2022–23, mas caiu novamente à terceira divisão depois de uma temporada.
Possuía um estádio próprio, o Lino Turina, que possui capacidade para 2.365 torcedores. Na temporada 2012–13, o clube utilizou o Estádio Mario Rigamonti, em Bréscia, para mandar seus jogos na Lega Pro. Suas cores são azul (cor principal do Salò) e verde (cor predominante do Feralpi Lonato), adotando também o branco. Durante a passagem dos Leões do Lago Garda na Série B, mandou as partidas no estádio Leonardo Garilli, em Piacenza.
Em 17 de julho de 2025, o presidente Giuseppe Pasini anunciou a mudança de sede para Bréscia, após o clube homônimo da cidade entrou em falência por dívidas, e adotou o nome de Union Brescia.